# Théorème de Niemytzki-Tychonoff
Le théorème de Niemytzki-Tychonoff est une caractérisation de la compacité des espaces métrisables. Il a été démontré en 1928 par V. Niemytzki et A. Tychonoff,,. Hausdorff l'a redémontré en 1930 comme corollaire de son théorème de prolongement des homéomorphismes,.

## Énoncé
Soit X un espace métrisable. Les propositions suivantes sont équivalentes, :
1. X est compact ;
2. X est complet pour toute distance induisant sa topologie.

## Démonstration
Le sens 1 implique 2 est facile : tout espace métrique compact est complet.
La réciproque est le sens « difficile » de ce théorème. On va démontrer la contraposée, pour cela on suppose X non compact pour la topologie induite par une distance d, et on va construire une distance d'  topologiquement équivalente à d telle que (X, d' ) ne soit pas complet. D'après le théorème de Bolzano-Weierstrass, la non-compacité de (X, d) entraîne l'existence d'une suite (xn) n'ayant aucune valeur d'adhérence. Le but est alors de chercher une distance d' équivalente à d, pour laquelle la suite (xn) soit de Cauchy.

### Première méthode
Définissons d'  comme le sup des écarts e sur X qui sont majorés par d et qui vérifient en outre
{\displaystyle \forall n\geq 1,\forall p,q\geq n,e(x_{p},x_{q})\leq 1/n}.
Par construction d' est un écart, l'application identité de (X, d) dans (X, d') est continue, et la suite (xn) est de Cauchy pour d'. Il reste à prouver que l'application identité de (X, d') dans (X, d) est continue (ce qui justifiera du même coup que (X, d') est séparé donc que d' est bien une distance et pas seulement un écart).
Pour prouver la continuité de l'application identité de (X, d') dans (X, d) en un point quelconque a de X, remarquons d'abord que — le point a n'étant pas valeur d'adhérence de (xn) — il existe un ε0 > 0 qui minore tous les d(xn, a) à partir d'un certain rang.
Fixons un ε > 0, inférieur à ε0. Il existe un entier N, que l'on peut choisir supérieur à 1/ε, vérifiant :
{\displaystyle \forall n>N,d(x_{n},a)\geq \varepsilon .}
Considérons alors la fonction f définie sur X par{\displaystyle f(x)={\frac {\min(\varepsilon ,d(x,a))}{N\varepsilon }},} puis l'écart e défini par e(x,y) = |f(x) – f(y)|. Alors{\displaystyle e\leq {\frac {d}{N\varepsilon }}\leq d}et pour tous entiers n supérieur ou égal à 1 et p, q supérieurs ou égaux à n on a :
- si n > N alors e(xp, xq) = 0,
- sinon, e(xp, xq) est majoré (comme tous les e(x,y)) par 1/N donc par 1/n.

L'écart e fait donc partie des écarts dont d' est le sup, si bien que pour tout x tel que d'(x, a) < 1/N on a 1/N > e(x, a) = f(x), donc min(ε, d(x, a)) < ε, donc d(x, a) < ε, ce qui termine la preuve de la continuité au point a de l'application identité de (X, d') dans (X, d).

### Seconde méthode
L'application s définie sur X par
{\displaystyle s(x)=\inf _{n\in \mathbb {N} ^{*}}{\frac {1}{n}}+d(x,x_{n})}
est continue (car 1-lipschitzienne par rapport à d) et strictement positive (car aucun x n'est valeur d'adhérence de (xn)).
À équivalence près (topologique et même uniforme), on peut toujours supposer que d était majorée par 2. L'application d' définie par
{\displaystyle d'(x,y)=\min(s(x),s(y))d(x,y)+|s(x)-s(y)|}
est alors une distance sur X et (d'après les deux propriétés de s) elle est topologiquement équivalente à d. De plus, puisque s(xn) → 0, la suite (xn) est de Cauchy pour d'.